# Луцій Фабій Кілон
Луцій Фабій Кілон Септимін Катіній Ацилиан Лепід Фульциніан (лат. Lucius Fabius Cilo Septiminus Catinius Acilianus Lepidus Fulcinianus, ? — після 212) — державний та військовий діяч Римської імперії, консул-суффект 193 року та консул 204 року.

## Життєпис
Походив з роду Фабіїв Кілонів із провінції Бетіка (сучасна Іспанія). З 180 до 184 року очолював XVI Флавіїв Потужний легіон. У 185 році як проконсул керував Нарбонською Галлією. У 187—189 роках обіймав посаду префекта ерарія. З 189 до 192 року на посаді імператорського легата-пропретора Галатії.
У 193 році призначений консулом-суффектом. Під час боротьби за владу у рік п'яти імператорів воював на боці Септимія Севера у Фракії. У 193—194 року як проконсул керував провінцією Віфінія і Понт. У 194 році призначений комітом Августа (на кшталт начальника штабу) під час походу Септимія Севера проти Песценнія Нігера. За часів правління Септимія Севера користувався повною довірою імператора. У 195—196 роках як імператорський легат-пропретор керував провінцією Верхня Мізія. У 196 році призначений очільником прапороносців в Італії. З 197 до 202 року був імператорським легатом-пропретором у провінції Верхня Паннонія. У 202 році став префектом Риму. У 205 році врятував життя Марка Опеллія Макріна, майбутнього імператора.
Після смерті Септимія Севера намагався залагодити конфлікт між Каракаллою та Ґетою. Втім незабаром після 211 року пішов з усіх посад. У 212 році Каракалла намагався арештувати Фабія Кілона, як захисника Ґети. Втім проти цього повстали мешканці Риму. Зрештою Каракаллу врятував сам Кілон. Натомість Каракалла заявив, що преторіанці за своєю волею намагалися арештувати Кілона. Надалі Луцій Фабій Кілон вів приватне життя. Про дату його смерті немає відомостей.